# Ilha Victoria
A ilha Victoria (ou Kitlineq)faz parte do Arquipélago Ártico Canadense e situa-se nos Territórios do Noroeste e de Nunavut, no norte do Canadá. É a oitava maior ilha do mundo, com 217 291 km² de área e é a segunda maior ilha do Canadá, atrás somente da ilha Baffin. Sua maior altitude é de 665 metros, no centro-norte da ilha. Sua população, em 2016, era de 2162 habitantes, a maior parte deles em Nunavut (poucas centenas nos Territórios do Noroeste). Seu nome vem da rainha Vitória, soberana do Canadá entre 1867 e 1901.
A maior localidade da ilha é Cambridge Bay, também designada Ikaluktukiak, com cerca de 1350 habitantes.
Está separada da península de Kent pelo estreito de Dease.